# Winnebegoshishiwininewak
Winnebegoshishiwininewak (Winnebegoshishiwininiwak, Lake Winnebagoshish band, Winnebigoshish, Winnebegoshishi-wininewak) /= people on Winnibigashish lake,/  jedna od brojnih bandi Chippewa Indijanaca čiji je dom bio na jezeru Winnibigashish u Minnesoti. Ugovore sa SAD-om potpisuju 1863., 1864. i 1886. u kojima su u prva dva ugovora bili uključeni i bande Mississippi Chippewa i Pillager, a ugovor iz 1866. i White Earth i Pillager Chippewa.